# Загоровка (Волынская область)
Загоровка (укр. Загорівка) — село в Маневичской поселковой общине Камень-Каширского района Волынской области Украины.
До 2020 года входило в Маневичский район.
Код КОАТУУ — 0723682204. Население по переписи 2001 года составляет 111 человек. Почтовый индекс — 44644. Телефонный код — 3376. Занимает площадь 0,29 км².

## Известные уроженцы и жители
- Олизар, Нарцисс (1794—1862) — польский политический деятель, мемуарист, публицист, художник-пейзажист.